# 21476 Petrie
21476 Petrie este un asteroid din centura principală de asteroizi.

## Descriere
21476 Petrie este un asteroid din centura principală de asteroizi. A fost descoperit pe 28 aprilie 1998 la Reedy Creek de John Broughton. El prezintă o orbită caracterizată de o semiaxă mare de 2,21 ua, o excentricitate de 0,05 și o înclinație de 6,5° în raport cu ecliptica.